# DELE A2
El Diploma de Español como Lengua Extranjera Nivel A2 (DELE A2) constituye un título que certifica el grado de competencia y dominio del español como lengua extranjera a nivel A2 del Marco Común Europeo de Referencia para las lenguas.  
Quien aprueba este diploma es capaz comprender frases y expresiones de uso frecuente en el idioma español relacionadas con áreas de experiencia que le son especialmente relevantes (información básica sobre sí mismo y su familia, compras, lugares de interés, ocupaciones, etc.); cuando sabe comunicarse a la hora de llevar a cabo tareas simples y cotidianas que no requieran más que intercambios sencillos y directos de información sobre cuestiones que le son conocidas o habituales y cuando sabe describir en términos sencillos aspectos de su pasado y su entorno así como cuestiones relacionadas con sus necesidades inmediatas.
El Instituto Cervantes otorga este título en nombre del  Ministerio de Educación y Ciencia de España. La Universidad de Salamanca participa en la elaboración de los contenidos y su evaluación. 